# Battaglia di Honnecourt
La battaglia di Honnecourt si svolse il 26 maggio 1642, nella Francia settentrionale, durante la fase francese della Guerra dei trent'anni (Guerra franco-spagnola dal 1635 al 1659) e vide lo scontro fra un esercito francese, al comando del Maresciallo de Guiche ed uno spagnolo al comando di Francisco de Melo. Le forze francesi, numericamente inferiori, furono completamente battute, perdendo i tre quarti degli effettivi.

## Eventi che condussero alla battaglia
A seguito dell'offensiva svedese del 1641, anche la Francia partecipò alle operazioni, concentrando i propri sforzi verso la Spagna, e ponendosi sulla difensiva lungo i fronti delle Fiandre e del Reno. Gli spagnoli, per alleggerire la pressione sul fronte pirenaico, decisero di attaccare dalla regione delle Fiandre con una potente armata al comando di Francisco de Melo, che catturò le fortezze di Lens e della Bassée, nel mese di aprile del 1642; i due eserciti francesi incaricati di difendere la regione si separarono, con 17 000 uomini sotto il conte di Harcourt diretti a Boulogne, e 10 000 uomini sotto il maresciallo de Guiche verso la regione dello Champagne. De Melo approfittò di questo fatto e si lanciò verso le forze di de Guiche con gran parte del suo esercito, per affrontare le forze nemiche godendo di una forte superiorità numerica.

## Svolgimento della battaglia
I 10 000 francesi si trincerarono su di una collina vicino al villaggio di Honnecourt, sul fiume Schelda, e si prepararono ad affrontare le forze spagnole, che ammontavano a circa 19 000 uomini. Come voleva la tradizionale tattica dell'epoca, la linea francese era formata dalla fanteria trincerata al centro affiancata da due ali di cavalleria (per una migliore descrizione degli schieramenti, vedi più avanti gli ordini di battaglia
Gli spagnoli giunsero da ovest, occupando posizioni che dominavano i trinceramenti francesi, e si prepararono ad assaltare le linee nemiche; anche se appoggiato da un efficace fuoco di artiglieria, il primo assalto frontale fallì, e De Melo ordinò alla cavalleria della sua ala sinistra e ad alcuni contingenti di fanteria di attaccare l'ala destra francese, che, soverchiata numericamente, si ritirò in disordine. De Gauche ordinò alla sua riserva di sferrare un contrattacco, che riuscì a far retrocedere l'ala sinistra spagnola e, in seguito, a disorganizzare alcuni contingenti della fanteria avversaria; lo slancio dei francesi fu tuttavia fermato dalla seconda linea di fanteria spagnola.
A questo punto gli spagnoli lanciarono due attacchi contemporanei su entrambe le ali avversarie, costringendole a fuggire in disordine verso l'unico ponte sulla Schelda, mentre la linea trincerata, che aveva tenuto fino ad allora, fu alla fine forzata e la fanteria francese dispersa e in gran parte fatta prigioniera; solamente un contingente francese che occupava l'abbazia di Honnecourt oppose un ultimo tentativo di resistenza.

## Conseguenze
L'esercito francese era stato totalmente annientato; solo 1600 cavalieri si salvarono dal disastro. De Melo non fu tuttavia in grado di sfruttare la vittoria con una immediata avanzata in territorio francese, e lo scontro non portò alla fine vantaggi di rilievo agli spagnoli.

## Ordini di battaglia
Di seguito sono riportati sommariamente gli schieramenti dei due eserciti coinvolti nello scontro

### Esercito francese
| Comandante: Maresciallo de Guiche - circa 10 000 uomini                                   | Comandante: Maresciallo de Guiche - circa 10 000 uomini                                                         | Comandante: Maresciallo de Guiche - circa 10 000 uomini                      |
| Ala sinistra (comandante: conte di Rantzau)                                               | Centro (comandante: Lennoncourt) - trincerato                                                                   | Ala destra (comandante: Courcelles)                                          |
| ----------------------------------------------------------------------------------------- | --- | ---------------------------------------------------------------------------- |
| 8 squadroni di cavalleria                                                                 | 7 battaglioni di fanteria 10 cannoni 6 squadroni di cavalleria di riserva sotto il comando diretto di de Guiche | 7 squadroni di cavalleria 1 battaglione di fanteria (dal reggimento Vervins) |
| In aggiunta, 500 moschettieri del reggimento Batilly in difesa dell'abbazia di Honnecourt | |                                                                              |

### Esercito spagnolo
| Comandante: Francisco de Melo - circa 19 000 uomini | Comandante: Francisco de Melo - circa 19 000 uomini | Comandante: Francisco de Melo - circa 19 000 uomini        |
| Ala sinistra (comandante: conte di Bucquoi)         | Centro | Ala destra                                                 |
| --------------------------------------------------- | --- | ---------------------------------------------------------- |
| 16 squadroni di cavalleria vallone                  | Varie unità in tre linee: 1° linea 5 battaglioni spagnoli e 2 italiani 2° linea battaglione irlandese Owen O'Neil e 3 battaglioni valloni 3° linea (riserva) 5 battaglioni e 4 reggimenti tedeschi e un tercio vallone 20 cannoni | 24 squadroni di cavalleria (spagnoli, italiani e tedeschi) |